# Tempio di Uppsala
Il tempio di Uppsala era un luogo di culto dell'antica religione norrena, che sorgeva a Gamla Uppsala ("Uppsala Vecchia", circa 4 km a nord dell'odierna città di Uppsala, in Svezia). Tra le proposte teorizzate, in relazione agli scavi archeologici, si presume che tra le varie attività condotte nel tempio, ci fosse anche il sacrificio, rituale rivisto più volte dai norreni.

## Fonti
La presenza in quel luogo di un grande tempio norreno è citata in varie saghe nordiche e testi, come le Gesta Danorum di Saxo Grammaticus, o le cronache di Adamo da Brema nel suo Gesta Hammaburgensis Ecclesiae Pontificum. Anche Snorri Sturluson ne parla nel suo Edda.
In realtà l'ubicazione e la natura di questo tempio sono questioni ancora dibattute. Alcuni ritengono si trattasse di una struttura connessa alle sale del re svedese, sulla quale sarebbe stata costruita la odierna chiesa. I ritrovamenti di resti di edifici in legno, al di sotto di questa, sembrerebbero apportare indizi a favore di questa interpretazione.
Si ritiene che nel tempio si svolgesse il culto fino all'anno 1078, e che dopo anni di scontri fra cristiani e pagani esso sia stato distrutto nel 1087 dal re Ingold I.

## Aspetto e rituali
Secondo il resoconto di Adamo di Brema, il tempio era adornato d'oro e ospitava le statue degli dei: Thor, con Wodan ("Odino") alla sua destra e "Fricco" ("Freyr") alla sua sinistra. Per raggiungere il tempio e il palazzo reale, i visitatori dovevano lasciare le navi presso il Fyrisvellir, una piana paludosa a sud di Gamla Uppsala.

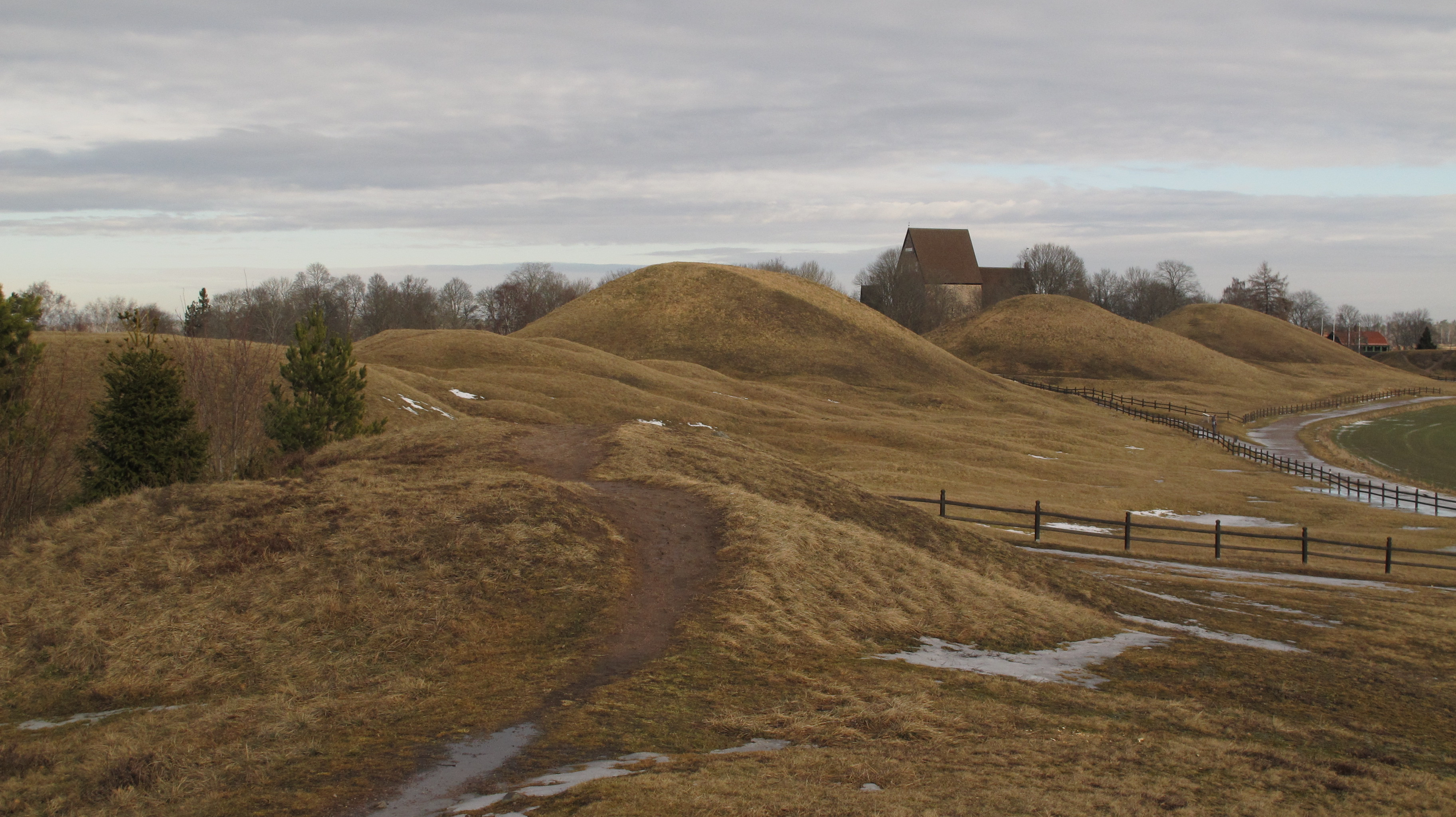
Gamla Uppsala, luogo in cui venne edificato il Tempio di Uppsala, dopo la sua distruzione.

Ogni nove anni, durante il mese di febbraio, avveniva un sacrificio rituale, in cui 9 esseri viventi di sesso maschile venivano appesi ai rami del bosco sacro presso il tempio. Si trattava di un rito, della durata di nove giorni, che coinvolgeva l'intera popolazione svedese, e i cristiani presenti all'epoca sul territorio dovevano pagare un tributo per non dover prendere parte alle cerimonie. L'importanza deputata a questi sacrifici rituali dalla popolazione vichinga è testimoniata dal fatto che ogni singolo albero nel bosco circostante era considerato sacro e depositario di enormi poteri.
Nel tempio venivano anche incoronati i monarchi svedesi, il cui ruolo di prestigio non li metteva al sicuro dalla possibilità di diventare a loro volta vittime sacrificali. Si ha infatti notizia di due re (Dómaldi e Óláfr Trételgja) deposti e sacrificati dal popolo in periodi di grave difficoltà.
All'ingresso della chiesa costruita sul terreno del tempio pagano, vi è una sezione di quercia risalente al X secolo, il cui uso originario si suppone risalire alle popolazioni pagane della zona che la utilizzavano per lo svolgimenti di sacrifici.

## Documentazione archeologica

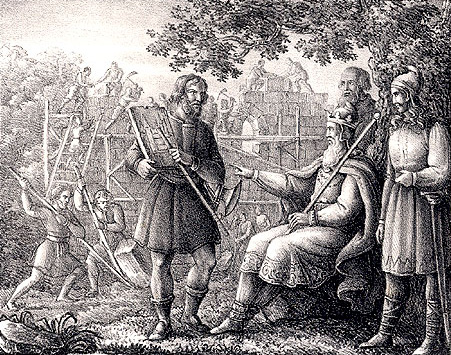
Costruzione del Tempio di Uppsala (1830) di Hugo Hamilton

Nel 1926 l'archeologa svedese Sune Lindqvist condusse delle indagini a Gamla Uppsala, la quale portarono alla scoperta di alcune buche di palo sotto la chiesa di Gamla Uppsala. Queste buche di palo, possiamo associarle ai rettangoli concentrici, successivamente varie prove sulla ricostruzione del tempio si sono basate su questa scoperta. Nel 2005 Neil Price e Magnus Alkarp sono stati i primi ad essere contrari all'interpretazione del 1926, essi dichiarano che: "Nonostante questa interpretazione si trovi ancora oggi nei libri scolastici, questa conclusione è chiaramente errata in quanto le buche di palo, possono essere mostrate stratigraficamente appartenenti a diverse fasi di costruzione.
Tramite l'ausilio del georadar e di altri metodi geofisici, Price e Alkarp hanno scoperto dei resti di quella che hanno interpretato come una costruzione in legno situata direttamente sotto il transetto settentrionale della cattedrale medievale, inoltre sono stati ritrovati anche due reperti, uno appartenente ad un edificio costruito durante l'età del Bronzo, mentre il secondo è probabilmente una sala dell'idromele, costruita durante l'Epoca vichinga.
Nel 1997 Orchard disse riguardo agli scavi archeologici che: "Non sono riusciti a rivelare niente sul tempio", solamente tre tumuli sepolcrali rivelano la vera importanza del luogo.
Nel 2013 sono stati scoperti i resti di due file di grandi pali di legno. Una è lunga circa un chilometro (144 pali), mentre l'altra mezzo chilometro, ogni palo è separato da 5/6 metri. Molto probabilmente il percorso del primo filare continua, ma a causa della mancanza di fondi non si può sapere. La fila più corta è perpendicolare alla prima e presenta una piega ad angolo, dimostrando che se le linee delle due file segnano un recinto, come quello di Jelling in Danimarca, l'area dichiarata sarebbe gigantesca e di gran lunga la più ampia a nord delle Alpi in questo momento. I pali in origine erano molto larghi e si stima che abbiano avuto una lunghezza minima di 7 metri.